# Anteo (A 5309)
La nave Anteo è un'unità della Marina Militare che svolge il compito di nave appoggio subacqueo per i Palombari del COMSUBIN.

## Caratteristiche
La nave è equipaggiata per svolgere operazioni di soccorso e salvataggio a favore di personale di navi danneggiate e per l'eventuale salvataggio di sommergibili fino a 600 metri di profondità ed è anche predisposta per operazioni antincendio, per la localizzazione di scafi ed oggetti immersi per l'appoggio alle operazioni subacquee. La nave dispone di una piattaforma di appontaggio e decollo di un elicottero e hangar telescopico.

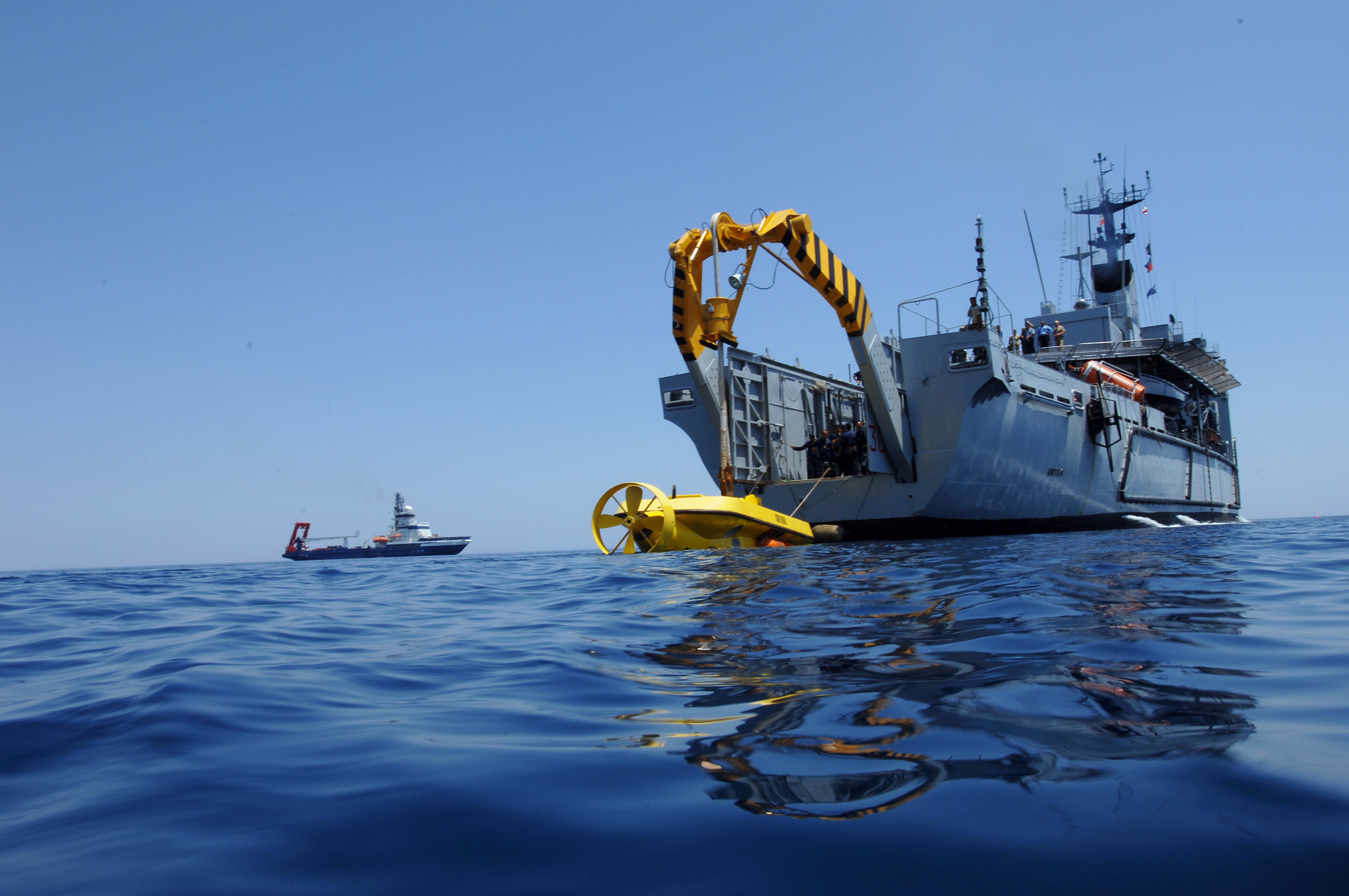
Messa in mare del veicolo SRV

Per l'assolvimento dei suoi compiti prettamente subacquei la nave è dotata di campana che può connettersi sul portello di emergenza di un sommergibile fino ad una quota massima di - 120 metri e di camera di decompressione multipla per soccorso embolizzati. L'Anteo è dotato di quattro tipi d'imbarcazioni di diverso tipo e dimensioni con compiti di appoggio alle operazioni subacquee e di supporto alle operazioni di posa e recupero del campo boe. La nave trasporta un sommergibile tascabile SRV 300 (Submarine Rescue Vehicle) che permette agli operatori subacquei di spingersi sino a - 300 metri di profondità per lo svolgimento di missioni di salvataggio ai sommergibili sinistrati, in grado di eseguire l'appontaggio sulla coperta del sommergibile in difficoltà, anche con un grado di sbandamento di 30°, di trasportare in salvo fino a 12 naufraghi e può essere anche impiegato per attività di ispezione del fondale e recupero di oggetti, essendo dotato per lo scopo di braccia meccaniche. La nave per investigazioni, riprese video e fotografiche fino alla quota di - 300 metri utilizza veicoli subacquei filoguidati "Pluto" e "Falcon".
Gli operatori subacquei utilizzano uno scafandro rigido A.D.S. (Atmospheric diving suit) per l'immersione a pressione atmosferica, che permette agli operatori di immergersi fino alla quota di - 300 metri mantenendo, all'interno dello scafandro stesso, una pressione di 1 atmosfera.
Per posizionarsi sulla verticale del sito di lavoro, l'Anteo utilizza un sistema d'ormeggio che tramite quattro ancore collegate ai rispettivi cavi d'acciaio di lunghezza adeguata in funzione del fondale, è in grado di assicurare la stabilità necessaria per effettuare le operazioni d'immersione profonda, salvataggio e ventilazione dei sommergibili sinistrati. Per perfezionare la posizione finale sulla verticale del sito di lavoro l'unità impiega uno Scanning Sonar che viene calato alla quota di lavoro.
Per lo svolgimento di operazioni antincendio in alto mare, l'Anteo è equipaggiata con quattro cannoni a schiuma, della portata di 64 tonnellate l'ora ciascuno.
La propulsione è assicurata da due gruppi diesel-alternatori GMT A 230.12, due motori elettrici da 4 400 kW di potenza, un asse con elica pentapala più due eliche intubate ausiliarie. L'apparato propulsivo consente una velocità massima di 20 nodi con un'autonomia di 4 000 miglia a 14 nodi.

## Servizio
La nave costruita nel cantiere navale Breda di Marghera è stata consegnata alla Marina Militare il 31 luglio 1980 ereditando il distintivo ottico A 5309 appartenuto precedentemente a Nave Rampino andata in disarmo e radiata pochi mesi prima che iniziasse la costruzione della nave. Progettista dello scafo fu l'ingegnere di Fincantieri Umberto Coin. Dopo un periodo di addestramento preliminare nelle acque dell'Alto Adriatico l'unità è stata trasferita alla Spezia per le prime prove del sistema subacqueo di immersione che sono state effettuate con la collaborazione del Comsubin.
La nave ha ricevuto la Bandiera di Combattimento il 29 maggio 1982 nel porto di Ancona, alla presenza del Capo di Stato Maggiore della Marina ammiraglio Angelo Monassi, consegnata, dopo essere stata benedetta, dall'ANMI di San Benedetto del Tronto al capitano di fregata Dario Carozzino comandante dell'unità.
L'unità è alle dipendenze organiche operative del Comando subacquei e incursori ed ha come sede di servizio La Spezia.
Dal 2 al 28 settembre 1984 sono state recuperate dalla nave salvataggio le salme di 42 dei 49 componenti dell'equipaggio del sommergibile Scirè, affondato durante un'incursione al porto di Haifa il 10 agosto 1942. In questa occasione sono state anche recuperate varie parti dello scafo, rimosse in un precedente tentativo di recupero. Si tratta di parti della portelleria, vari pezzi del fascione e due cilindri contenitori dei siluri a lenta corsa. Le parti del relitto recuperate sono conservate al museo della base navale di Augusta, all'Arsenale della Spezia e all'Arsenale di Venezia, mentre il suo periscopio è conservato al Vittoriano.
Nel giugno 2021 il Segretariato Generale della Difesa ha affidato ai cantieri Mariotti di Genova l'appalto per una nuova unità di supporto subacqueo USSP, che dovrà sostituire l'Anteo.

## Il nome e la storia
Nave Anteo è la terza unità della Marina Militare Italiana che porta questo nome.
Anteo era un gigante, re di Libia, figlio di Poseidone, dio del mare e dei terremoti e di Gea la dea primordiale, quindi la potenza divina, della Terra. Anteo era praticamente invincibile finché rimaneva a contatto con sua madre (la Terra), che gli restituiva le forze ogni volta che la toccava. Il gigante venne sconfitto da Eracle che accortosi del segreto della sua forza, lo soffocò sollevandolo da terra da cui traeva la sua forza.
- La prima unità con questo nome, classificata "Nave recupero sommergibili". venne costruita nei Paesi Bassi e consegnata alla Regia Marina il 28 marzo 1914. Nel corso del primo conflitto mondiale venne messa a disposizione del dipartimento di Taranto e poi al seguito della Squadra Navale per condurre le operazioni di recupero. Dopo la guerra ebbe base a Taranto per essere poi trasferita nel 1926 alla Spezia dove svolse la sua attività nel corso del secondo conflitto mondiale. La nave affondata in seguito all'armistizio venne recuperata dopo il conflitto continuando a svolgere la sua opera di recupero di scafi affondati sia nel porto della Spezia, sia presso altri porti dell'Alto Tirreno. La nave trasferita a Taranto nel 1951, concluse la sua attività il 19 maggio 1954.[7]

- La seconda unità ad avere il nome Anteo era la vecchia USS Alameda County che, radiata dalla Marina statunitense, fu ceduta alla Marina Militare Italiana il 21 novembre 1962 e radiata il 1º agosto 1973.[7]

I precedenti Anteo
Nave recupero sommergibili Anteo
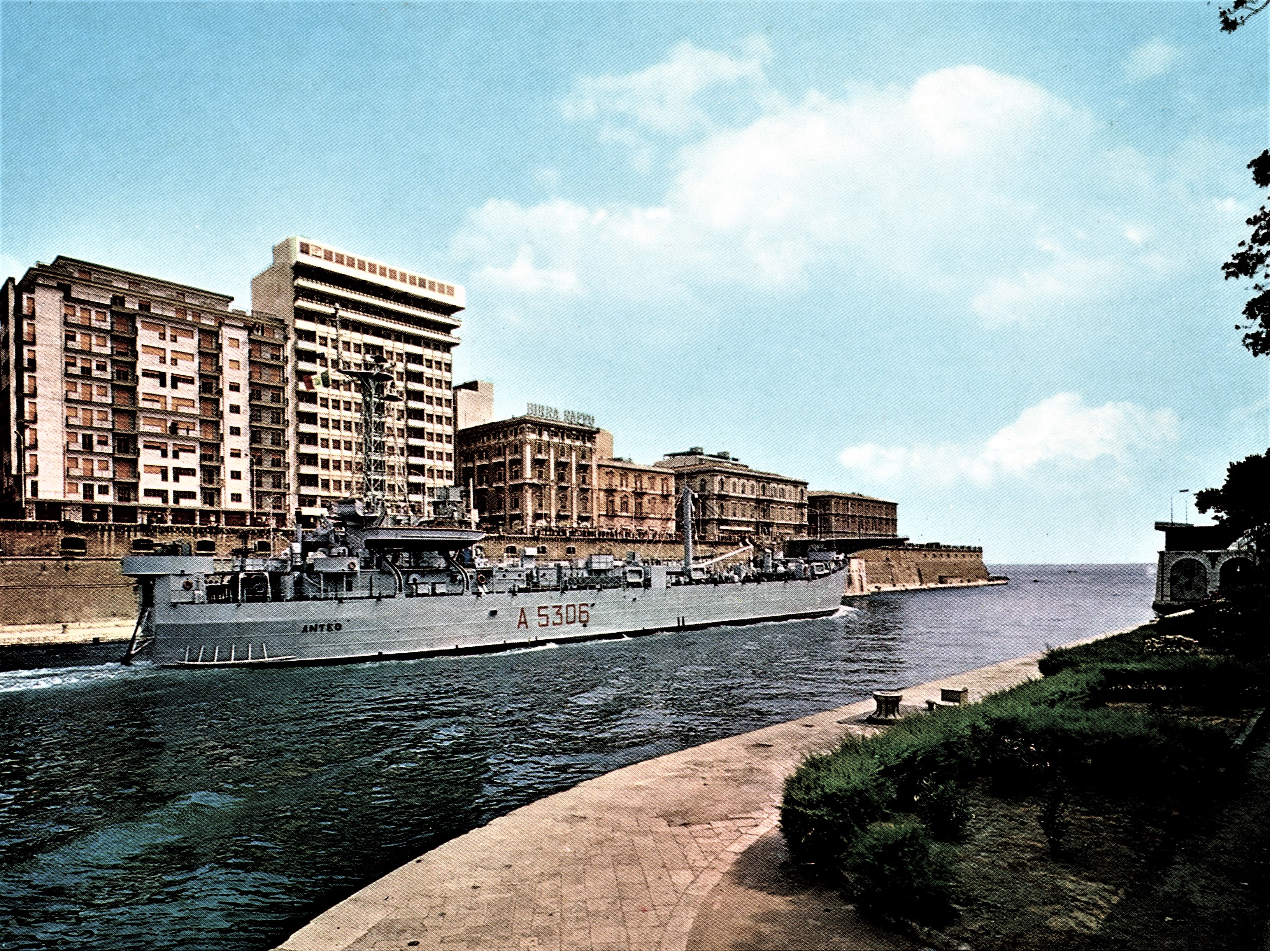
Nave da sbarco Anteo